# Западный Линдси
Западный Линдси (Уэст-Линдси, англ. West Lindsey) — неметрополитенский район (англ. non-metropolitan district) в церемониальном графстве Линкольншир в Англии. Административный центр — город Гейнсборо.

## География
Район расположен в западной части графства Линкольншир.

## Состав
В состав района входят 3 города:
- Гейнсборо
- Кейстор
- Маркет-Рейзен